# Conjetura de Hart-Tipler
La conjetura de Hart-Tipler es la idea de que la ausencia de sondas Von Neumann detectables es una evidencia contrapositiva de que no existe vida inteligente fuera del sistema solar. Esta idea fue propuesta por primera vez en oposición a la ecuación de Drake en un artículo de 1975 de Michael H. Hart titulado Explanation for the Absence of Extraterrestrials on Earth («Explicación de la ausencia de extraterrestres en la Tierra»). La conjetura es la primera de muchas soluciones propuestas a la paradoja de Fermi (el conflicto entre la falta de evidencia obvia de vida extraterrestre y varias estimaciones de alta probabilidad de su existencia). En este caso, la solución es que no hay otra vida inteligente porque tales estimaciones son incorrectas. La conjetura lleva el nombre del astrofísico Michael H. Hart y del físico matemático y cosmólogo Frank J. Tipler.

## Trasfondo
No hay evidencia confiable o reproducible de que extraterrestres hayan visitado la Tierra. Numerosos proyectos SETI no han detectado ni observado transmisiones o evidencias de vida extraterrestre inteligente en ningún otro lugar del Universo que no sea la Tierra. Esto va en contra del conocimiento de que el Universo está lleno de una gran cantidad de planetas, algunos de los cuales probablemente tengan las condiciones favorables para la vida. La vida típicamente se expande hasta llenar todos los nichos ecológicos disponibles. Estos hechos contradictorios forman la base de la paradoja de Fermi, de la cual la conjetura de Hart-Tipler es una solución propuesta.

## Relación con otras soluciones propuestas para la paradoja de Fermi
La hipótesis del primogénito es un caso especial de la conjetura de Hart-Tipler que establece que no se ha descubierto ninguna otra vida inteligente porque la humanidad es la primera vida inteligente en el universo. Según la hipótesis del berserker, la ausencia de sondas Von Neumann interestelares no es evidencia de la ausencia de vida, ya que tales sondas podrían «volverse locas» (en inglés go berserk) y destruir otras civilizaciones, antes de autodestruirse.